# Operacja Pajęczyna
Ten artykuł dotyczy trwającego wydarzenia. Informacje w nim zamieszczone mogą się zmienić lub zdezaktualizować wraz z postępem zdarzenia, a początkowe doniesienia mogą być niepewne. Ostatnie zmiany tego artykułu mogą nie odzwierciedlać najbardziej aktualnych informacji.
Operacja Pajęczyna (ukr. Операція «Павутина», Operacija «Pawutyna», ang. Operation Spider’s Web) – ukraińska operacja specjalna przeciw rosyjskiemu lotnictwu strategicznemu przeprowadzona 1 czerwca 2025 r.
Operacja polegała na skoordynowanych atakach dronowych przeprowadzanych z naczep ciężarówek znajdujących się na terytorium całej Rosji, których celem były liczne rosyjskie bazy lotnicze: Biełaja w obwodzie irkuckim, Diagilewo w Riazaniu, Iwanowo-Siewiernyj w obwodzie iwanowskim, Oleńja w murmańskim oraz Ukrainka w amurskim. W ataku zniszczonych zostało co najmniej kilkanaście rosyjskich ciężkich bombowców strategicznych Tu-95MS i Tu-22M3.

## Realizacja
Przygotowanie operacji zajęło około 1,5 roku. W ataku wziąć miały udział kontrolowane radiowo prawdopodobnie z terytorium Ukrainy drony FPV (First Person View), z których każdy wyposażony był w dwa ładunki wybuchowe, kumulacyjny lub odłamkowo-burzacy, które przytwierdzone zostały na stałe do dronów. Konkretnymi celami dronów były umieszczone w samolotach zbiorniki paliwa lub podwieszona pod samolotami broń .
Do zniszczenia i uszkodzenia samolotów miano użyć materiału wybuchowego Razor Semtex, produkowanego przez czeski koncern „Explosia”.

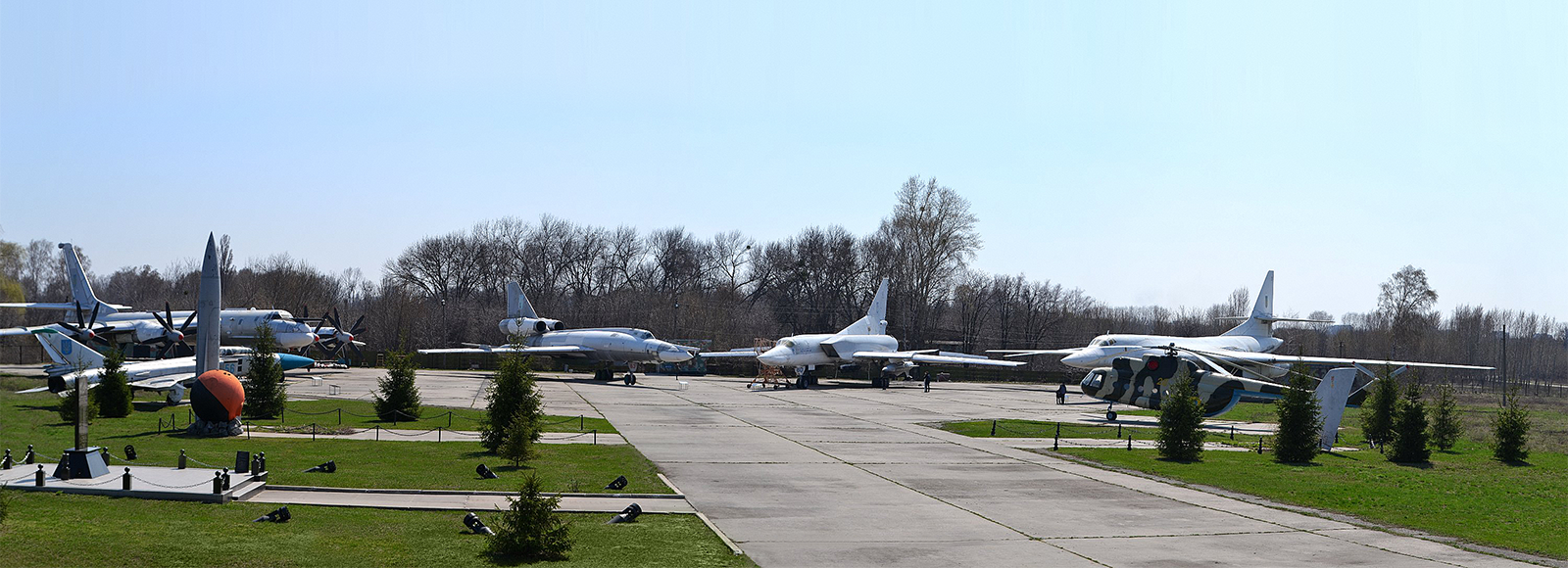
Do szkolenia układów AI kierujących dronami wykorzystano samoloty z muzeum lotnictwa w Połtawie

W związku jednak z nieuniknioną w przypadku działań na wielkie odległości w obszarze Rosji latencją (opóźnieniem), a także możliwą utratą bądź zakłóceniem sygnału, niezbędne było wspomaganie celowania przez zainstalowane w urządzeniach układy sztucznej inteligencji (AI) . Toteż przygotowania do operacji obejmowały także szkolenie układów AI w wykorzystanych do ataku dronach. Celem szkolenia było wyuczenie sztucznej inteligencji prawidłowej identyfikacji celów ataku oraz nakierowanie na uderzanie w najbardziej wrażliwe miejsca samolotów. Do szkolenia układów AI w rozpoznawaniu celów wykorzystano między innymi egzemplarze Tu-22M3 zgromadzone w Muzeum Lotnictwa Dalekiego Zasięgu i Lotnictwa Strategicznego w Połtawie .

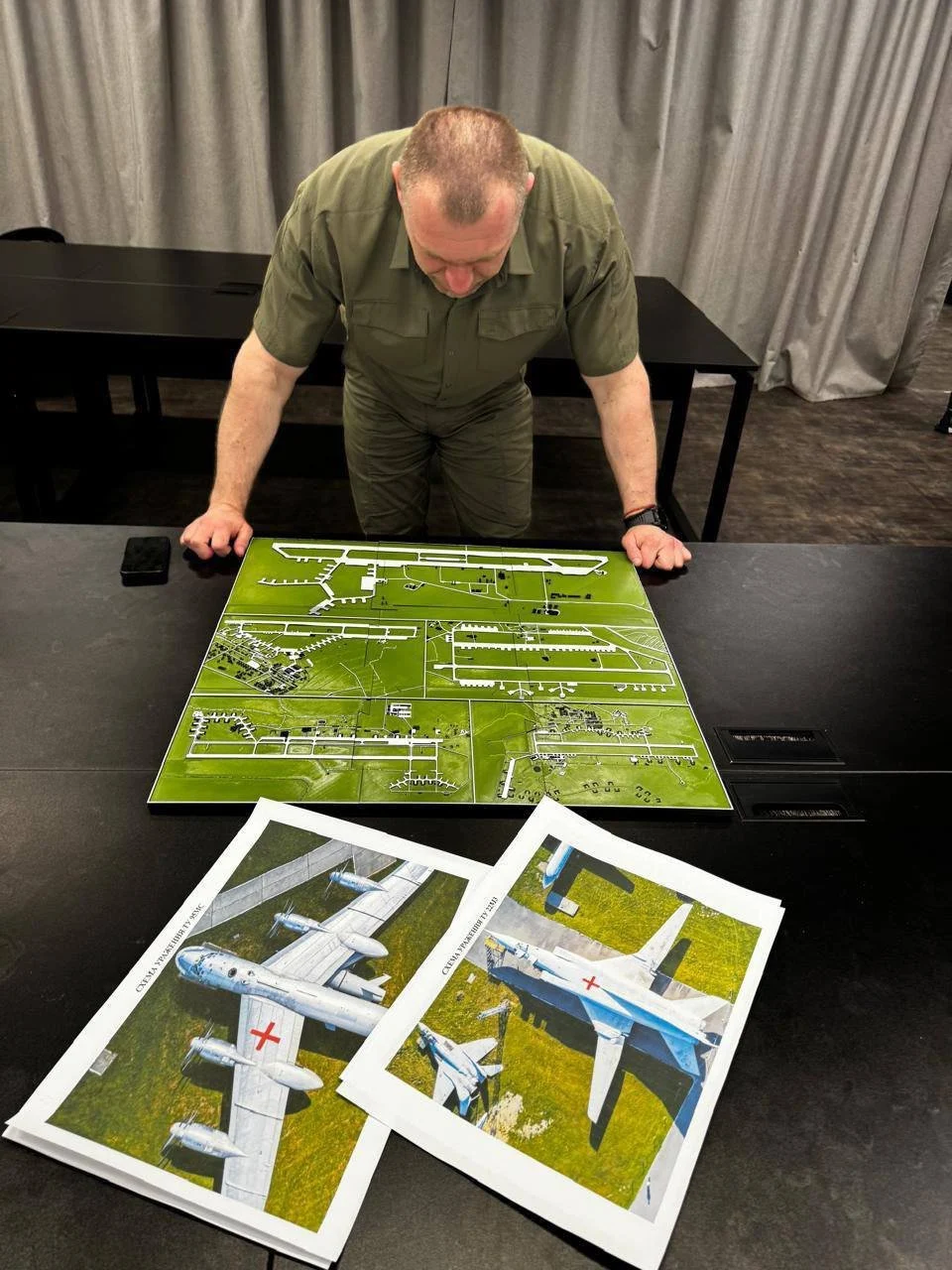
Dowódca SBU gen. Wasyl Maluk analizujący materiały operacji. Na kadłubach zaznaczono na czerwono najbardziej wrażliwe części samolotów, trafianie których było przedmiotem szkolenia układów AI

Służba Bezpieczeństwa Ukrainy najpierw przetransportowała do Rosji 150 dronów FPV, a następnie drewniane stelaże. W Rosji drony rozmieszczano na stelażach i ukrywano je w rozsuwanych klapach w dachach naczep. Podczas operacji dachy tych kontenerów zostały zdalnie otwarte, a drony zgodnie z koordynatami odleciały w kierunku lotnisk. Ostatecznie do rejonów celów udało się dolecieć 117 ze 150 przygotowanych dronów, które wykonały ostatecznie atak .
Agenci, którzy przygotowywali operację bezpośrednio na terytorium Rosji, w czasie rozpoczęcia operacji znajdowali się już w Ukrainie.
Atakiem dowodził osobiście szef SBU gen. Wasyl Maluk a jego przebieg kontrolował prezydent Wołodymyr Zełenski.

## Efekty
SBU poinformowała o uszkodzeniu lub zniszczeniu ponad 40 samolotów rosyjskich sił powietrznych, w tym samolotu wczesnego ostrzegania A-50, bombowców strategicznych Tu-95MS i Tu-22M3. Taki wynik ataku nie został jednak niezależnie potwierdzony, natomiast ujawniono materiały wizualne potwierdzające zniszczenie lub uszkodzenie około 20 samolotów, z czego kilka mogło być niesprawnych.
Pierwsze opublikowane nagrania pokazują zniszczenie 4 bombowców Tu-95. Następnie nagrania z kamer dronów potwierdziły zniszczenie dwóch Tu-22M3 i jednego Tu-95MS na lotnisku Biełaja; trzy Tu-95MS i jeden An-12BT w Oleńji.
Dokonane przez zachodnie prywatne przedsiębiorstwa i organizacje analizy obrazów zaatakowanych lotnisk, uzyskanych dzięki satelitarnym radarom z syntetyczną aperturą oraz obrazów wizualnych z satelitów firmy Maxar, potwierdzają zniszczenie trzech samolotów Tu-95MS oraz trzech bombowców Tu-23M3 w bazie Biełaja . Wykonane z satelitów Airbus Defense and Space, Maxar i Planet Labs obrazy lotniska w bazie Oleńja w północno-zachodniej Rosji niedaleko Morza Barentsa potwierdzają zniszczenie pięciu samolotów, z których przynajmniej trzy zostały potwierdzone jako bombowce Tu-95MS. Zniszczeniu uległ też jeden samolot transportowy An-12. Zniszczeniu uległ tam jeszcze jeden samolot bombowy Tu-95MS, co do którego nie ujawniono filmów z ataku, lecz jest on widoczny na zdjęciach satelitarnych . Niezależni analitycy wskazywali, że wszystkie osiem Tu-95MS stanowiły samoloty używane operacyjnie, z tego przynajmniej 5–6 było przystosowanych do przenoszenia pocisków manewrujących Ch-101, a przynajmniej cztery miały widoczne podwieszone takie pociski w momencie ataku. Wskazuje to na to, że samoloty były przygotowywane do uderzenia rakietowego na Ukrainę, a przy tym dodatkowy sukces stanowiło zniszczenie około miesięcznej produkcji pocisków Ch-101. W bazie Iwanowo zaatakowane zostały dwa samoloty wczesnego ostrzegania A-50, jednak z uwagi na zbyt niską rozdzielczość dostępnych obrazów nie można potwierdzić ich zniszczenia . Analitycy oceniają, że były to jednak samoloty niesprawne, wycofane z eksploatacji i pozbawione silników. Brak jest dotąd zachodniego potwierdzenia zniszczeń samolotów w bazach Diagilewo i Ukrainka .
W bazie Oleńja:

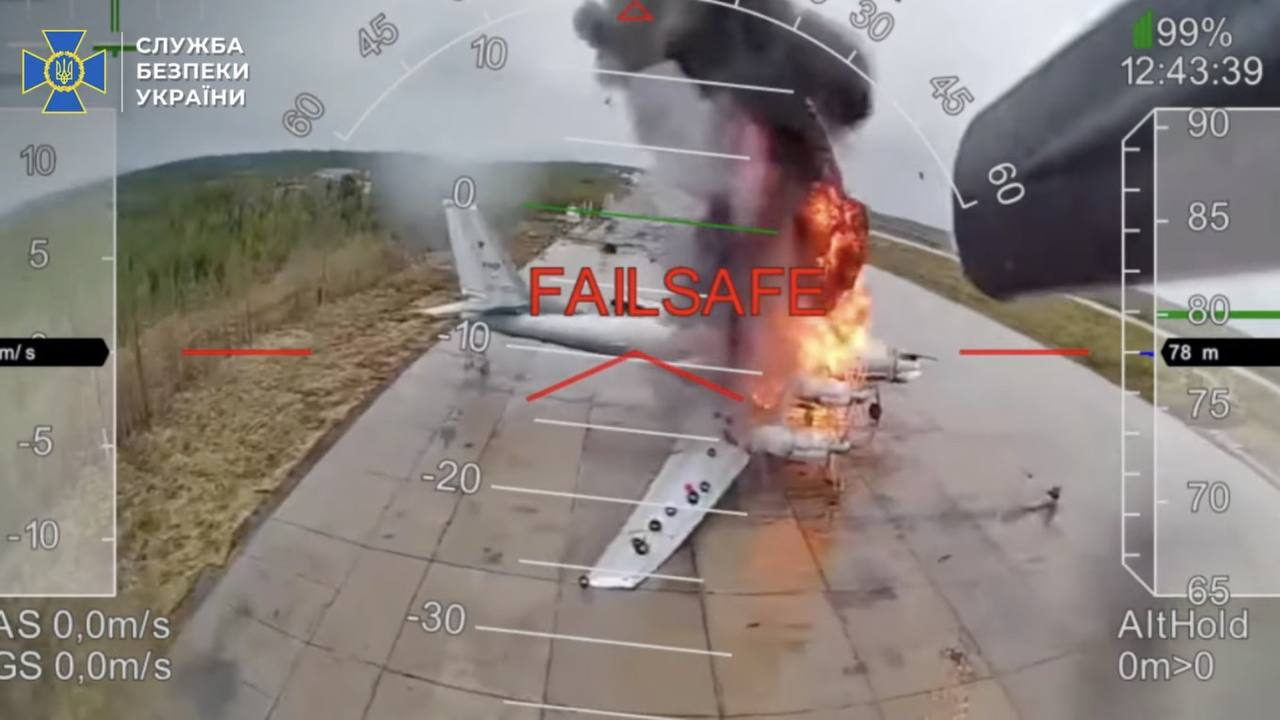
Zniszczony Tu-95MS w bazie Oleńja

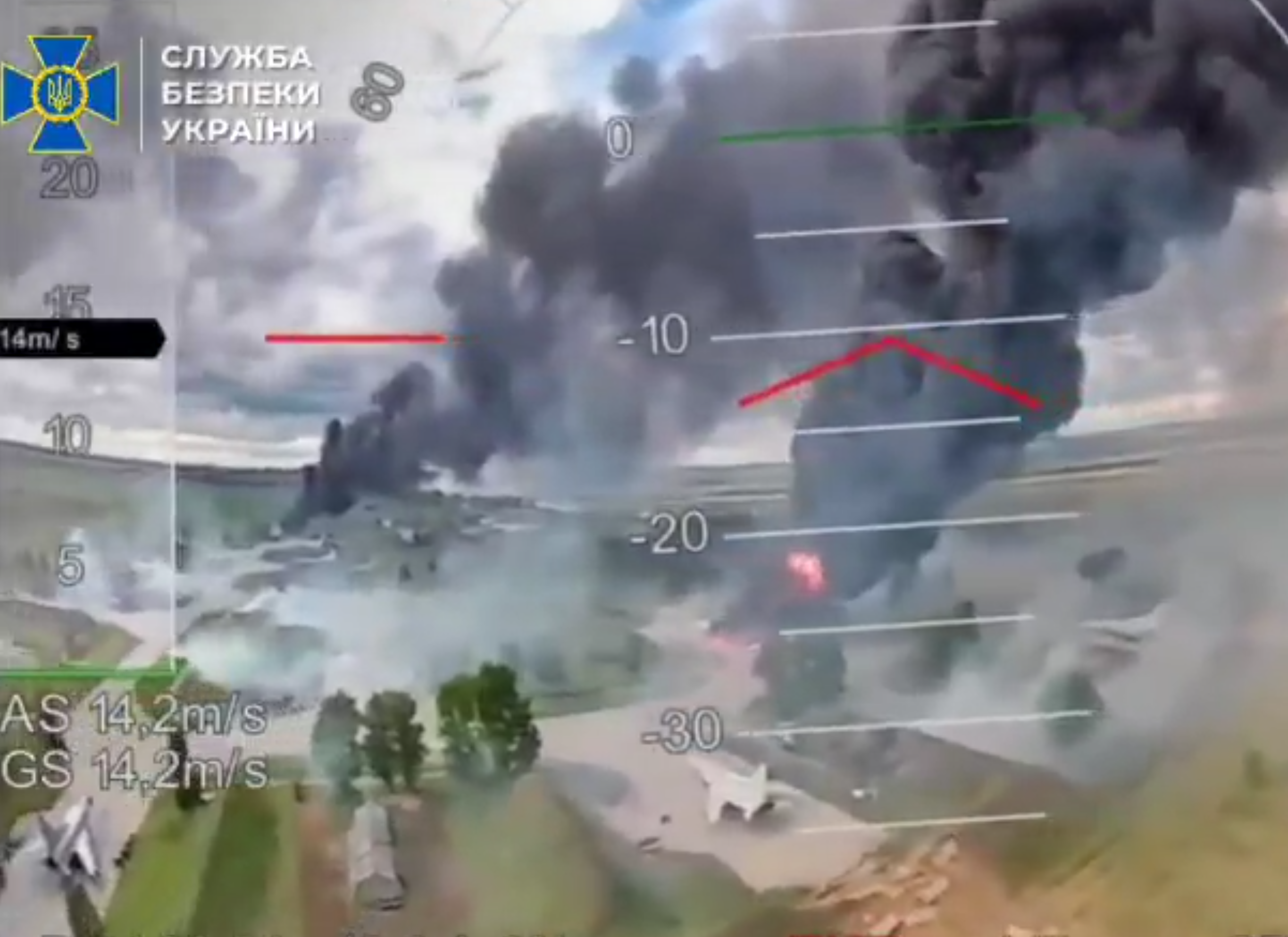
Samoloty Tu-22M-3 atakowane w bazie Biełaja

- zniszczony Tu-95MS z pociskami Ch-101 (być może nr RF-94121, nr burtowy 21 Samara lub nr RF-94131 nr burtowy 18)[14]
- zniszczony Tu-95MS z pociskami Ch-101 nr RF-94132, nr burtowy 14 Woroneż[14]
- zniszczony Tu-95MS przystosowany do przenoszenia pocisków Ch-101 (być może nr RF-94127, nr burtowy 11 Workuta)[14]
- zniszczony Tu-95MS (prawdopodobnie RF-94257, nr burtowy 22 Czelabinsk)[14]
- zniszczony An-12 nr burtowy 11[14]
- zniszczony lub uszkodzony co najmniej jeden Tu-22M-3[14]

W bazie Biełaja:
- zniszczony Tu-95MS z pociskami Ch-101 nr RF-94120, nr burtowy 22 Kozielsk[14]
- zniszczony Tu-95MS z pociskami Ch-101[14]
- zniszczony Tu-95MS[14]
- prawdopodobnie zniszczony Tu-95MS[14]
- prawdopodobnie zniszczone lub uszkodzone co najmniej sześć Tu-22M-3 (nieznany status operacyjny)[14]

Strategiczne bombowce Tu-95MS i Tu-22M3 były częścią floty dalekiego zasięgu. Rosja używała ich przez całą wojnę z Ukrainą do przeprowadzania ataków rakietami na ukraińskie miasta, zakłady zbrojeniowe, bazy wojskowe, obiekty energetyczne i inne cele. Zniszczenie tych samolotów ma duże znaczenie dla Rosji z uwagi na to, że samoloty te wchodzą w skąd rosyjskiej triady nuklearnej, jednak ich linie produkcyjne zostały zamknięte na początku lat 90. XX wieku i nie są produkowane od kilkudziesięciu lat. Nie jest więc dziś możliwe uzupełnienie strat rosyjskiej floty bombowców strategicznych zadanych atakiem . Strategiczne zdolności Rosji zostały trwale okaleczone. Spekuluje się, że ukraiński atak zmusi rosyjskie siły zbrojne do jeszcze większego rozproszenia samolotów lotniczej odnogi triady nuklearnej, co jednak jeszcze bardziej utrudni przeprowadzanie przez nie ataków lotniczych na Ukrainę .

## Odbiór
Proputinowskie kanały na Telegramie nazwały operację „rosyjskim Pearl Harbor”. Ukraiński atak nastąpił 1 czerwca 2025 roku, dokładnie w dniu 29 rocznicy zakończenia przekazywania Rosji przez Ukrainę (na podstawie Memorandum Budapesztańskiego) ukraińskiego arsenału broni jądrowej i lotnictwa strategicznego, którym Ukraina dysponowała w związku z postanowieniami Układu w Białowieży . Wielu zachodnich ekspertów wojskowych ocenia, że sposób przeprowadzenia ukraińskiego ma pionierski charakter, i będzie miał w przyszłości duży wpływ na to, jak różne kraje będą przeprowadzały ataki i chroniły swoje bazy lotnicze .